# Microdesmidae
La famiglia Microdesmidae Regan, 1912 comprende 60 specie di piccoli pesci appartenenti all'ordine dei Perciformes.

## Distribuzione e habitat
La quasi totalità delle specie è diffusa nei mari tropicali, alcune specie sono sporadicamente localizzate anche in acque salmastre e dolci. 

Abitano le acque poco profonde, come barriere coralline, foci e coste fangose, solitamente immergendosi nella sabbia e nel fango.

## Descrizione
I microdesmidi hanno corpo sigariforme (in taluni anguilliforme) e testa arrotondata con occhi grandi. La pinna dorsale è lunga e sottile (così come l'anale), in alcune specie i primi raggi sono enormemente sviluppati. Le pinne ventrali sono appuntite, mentre la coda è piccola e arrotondata. 

La livrea è molto varia da specie a specie, alcune sono vistosamente colorate ed apprezzate ospiti d'acquario, altre sono brune o biancastre o addirittura trasparenti. 

Alcune specie raggiungono la lunghezza massima di 30 centimetri, ma solitamente si fermano a 5-12 cm.

## Riproduzione
Le uova sono depositate in tane tra la sabbia e sono custodite dai genitori fino alla schiusa.

## Tassonomia
Al genere attualmente appartengono 86 specie, suddivise in due sottofamiglie: 
| Taxon                        | Generi                                                                      |
| ---------------------------- | --------------------------------------------------------------------------- |
| Sottofamiglia Microdesminae  | Cerdale, Clarkichthys, Gunnellichthys, Microdesmus, Paragunnellichthys      |
| Sottofamiglia Ptereleotrinae | Aioliops, Navigobius, Nemateleotris, Oxymetopon, Parioglossus, Ptereleotris |